# 핑거 (프로토콜)
Name/Finger 프로토콜은 네트워크 상의 특정인 혹은 특정 컴퓨터 시스템의 상태를 제공하기 위한 프로토콜이며, RFC 742에 기반하여 작성되었다. 클라이언트측에서는 79번 포트를 통해 Finger 데몬 (fingerd)에 접속을 요청하며, 서버측에서는 RUIP (Remote User Information Program)이 실행되어 클라이언트측으로부터의 질의(query)를 처리하여 답변을 생성, 전달하고, 이를 클라이언트에서 사용자에게 적합한 형태로 가공하여 보여준다.
인터넷 초창기에는 자주 사용되던 명령어였으나, 사용자의 이메일 주소, 이름 등의 정보가 해커들에게 악용되기 시작하고, fingerd의 허점을 이용한 해킹 방법이 알려지면서, 1990년대 후반경에는 대다수의 호스트들이 fingerd를 제공하지 않게 되었다.

## 같이 보기
- LDAP
- 소셜 네트워크 서비스